# Relaciones México-Ucrania
Las naciones de México y Ucrania establecieron relaciones diplomáticas en 1992. Ambas naciones son miembros de las Naciones Unidas y de la Organización Mundial del Comercio.

## Historia
Los primeros ucranianos que llegaron a México procedían principalmente del entonces Imperio austrohúngaro y se establecieron en el estado mexicano de Campeche. El 25 de diciembre de 1991, México reconoció a Ucrania como una nación independiente después de la Disolución de la Unión Soviética. El 14 de enero de 1992, México estableció relaciones diplomáticas con Ucrania.
En 1997, el presidente ucraniano Leonid Kuchma realizó una visita oficial a México, lo que ayudó a aumentar las relaciones bilaterales entre las dos naciones. En enero de 1999, Ucrania abrió una embajada en la Ciudad de México, mientras que México abrió un consulado honorario en Kiev en 2000 y siguió manteniendo relaciones oficiales con Ucrania desde su embajada en Varsovia, Polonia. En junio de 2005, el presidente mexicano Vicente Fox realizó una visita oficial al país y asistió a la apertura de la embajada de México en Kiev junto con el presidente ucraniano Viktor Yushchenko. En febrero de 2008, el Congreso de la Unión de México aprobó la resolución que reconoce el Holodomor como un genocidio y acto criminal cometido contra el pueblo ucraniano por la Unión Soviética.
En 2014, durante la crisis por la anexión de Crimea entre Ucrania y Rusia, México instó a ambas partes a buscar el diálogo y una solución pacífica al asunto. El gobierno mexicano también apoyó la petición de las Naciones Unidas de que la comunidad internacional "respete la unidad y la integridad territorial de Ucrania" y el gobierno mexicano votó en favor de la resolución 68/262 reconociendo a Crimea como parte de Ucrania.
Durante la invasión rusa de Ucrania en febrero de 2022, México condenó la acción de Rusia y solicitó el respeto a la integridad territorial de Ucrania. México también condenó al gobierno ruso en el Consejo de Seguridad de las Naciones Unidas como miembro no permanente. México se ha negado a cerrar su embajada en Kiev. Sin embargo, México se abstuvo en la votación que expulsa a Rusia del Consejo de Derechos Humanos de la ONU.
Como resultado de la guerra, miles de ucranianos huyeron a México y la mayoría viajó a la frontera con los Estados Unidos donde esperaron para solicitar asilo y entrar al país norteamericano. Algunos ucranianos han decidido quedarse en México.
En abril de 2023, el presidente ucraniano, Volodímir Zelenski, hablo por video conferencia al Congreso de México pidiéndoles apoyo en la guerra contra Rusia y pidió el apoyo continuo de México en las Naciones Unidas en contra de la invasión. Además, el presidente ucraniano propuso que México y América Latina organizara una cumbre especial para mostrar su unidad y principios globales para que los países de la región apelen al fin de la invasión de Rusia a Ucrania.
En diciembre de 2023, ambas naciones celebraron su VII Reunión del Mecanismo de Consulta Política donde discutieron acordar fortalecer la cooperación técnica y científica para intercambiar mejores prácticas y experiencias, así como concretar proyectos en materia cultural e intercambios educativos.

## Visitas de alto nivel
Visitas de alto nivel de México a Ucrania
- Presidente Vicente Fox (2005)

Visitas de alto nivel de Ucrania a México
- Presidente Leonid Kuchma (1997)
- Ministro de Relaciones Exteriores Kostyantyn Gryshchenko (2012)

## Relaciones bilaterales
Ambas naciones han firmado varios acuerdos bilaterales, como un Acuerdo de intereses mutuos (1997); Acuerdo sobre la eliminación de los requisitos de visa para titulares de pasaportes diplomáticos (1997); Acuerdo de Cooperación Científica, Técnica y Tecnológica (1997); Acuerdo de Cooperación Educativa y Cultural (1997); Acuerdo de Comercio y Cooperación Económica (2003); Acuerdo de Cooperación entre la Universidad Nacional Aeroespacial - Instituto de Aviación Járkov de Ucrania y el Instituto Politécnico Nacional de México (2005); Acuerdo para Evitar la Doble Imposición y Prevenir la Evasión Fiscal en Materia de Impuestos sobre la Renta y sobre el Patrimonio y su Protocolo (2012) y un Acuerdo de cooperación entre la Agencia Espacial Mexicana y la Agencia Espacial Estatal de Ucrania (2017).

## Comercio
En 2023, el comercio bilateral entre ambas naciones ascendió a $125.3 millones de dólares. Las principales exportaciones de México a Ucrania incluyen: cigarros, motocicletas de tres ruedas, circuitos eléctricos, café instantáneo, tequila y cerveza. Las principales exportaciones de Ucrania a México incluyen: maquinaria de acero, partes de automóviles, trigo y harina. Las empresas multinacionales mexicanas como Grupo Bimbo, Gruma, Orbia y Sigma Alimentos; operan en Ucrania.

## Misiones diplomáticas residentes
- México tiene una embajada en Kiev.[18]
- Ucrania tiene una embajada en la Ciudad de México.[19]

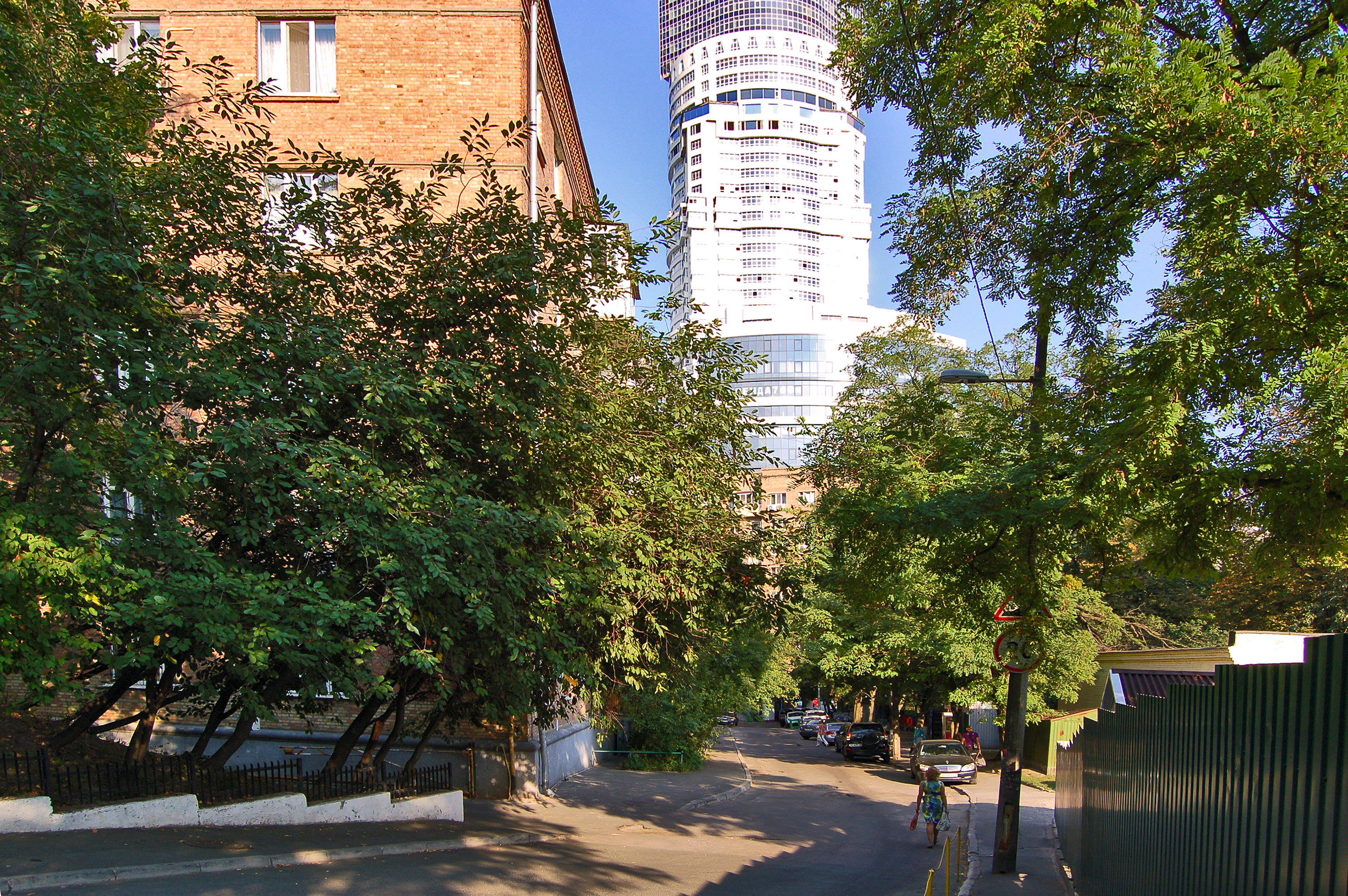
Edificio alojando a la Embajada de México en Kiev
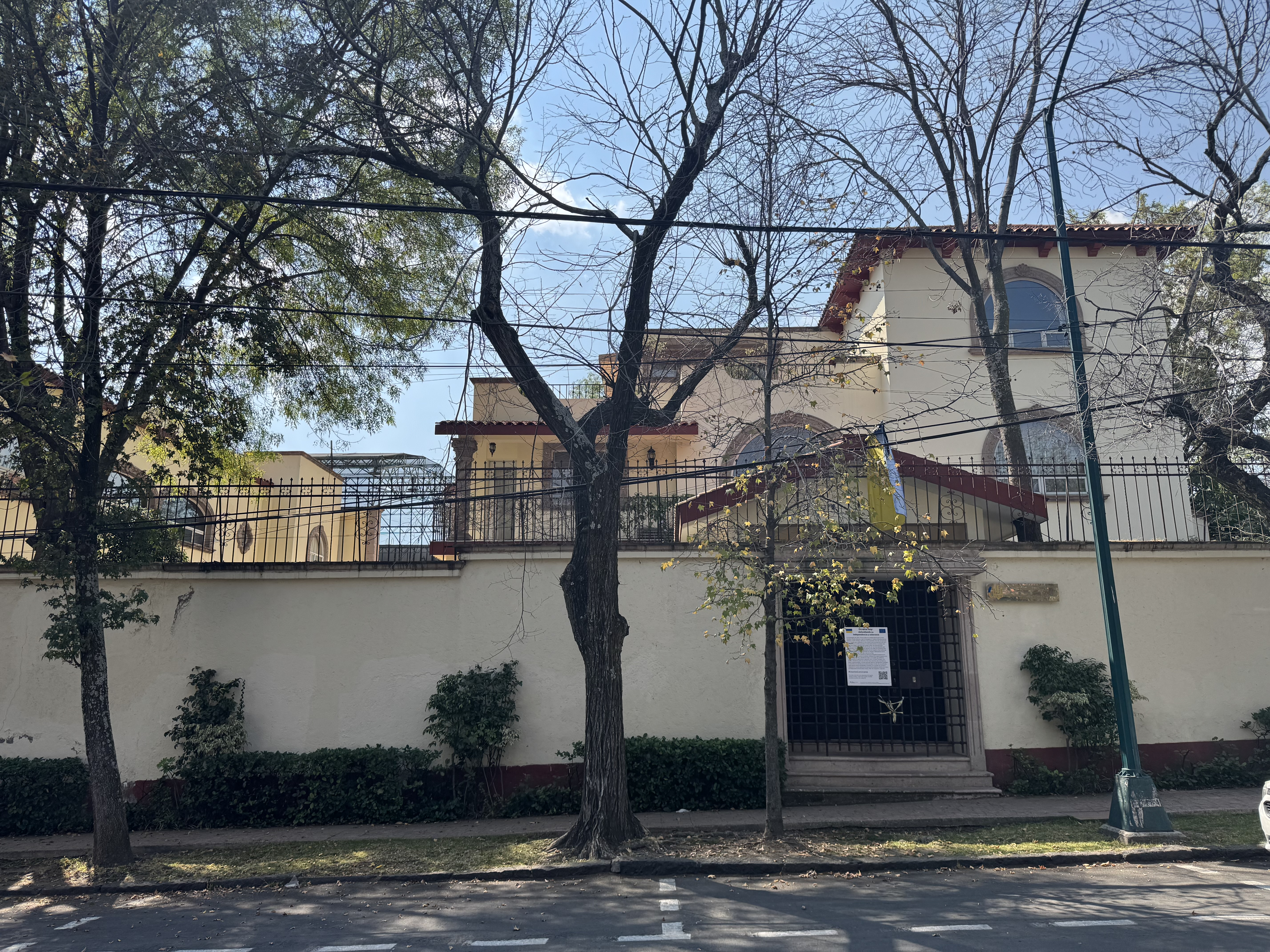
Embajada de Ucrania en la Ciudad de México